# Kazajistán en los Juegos Paralímpicos de Turín 2006
Kazajistán estuvo representado en los Juegos Paralímpicos de Turín 2006 por dos deportistas masculinos. El equipo paralímpico kazajo no obtuvo ninguna medalla en estos Juegos.